# Prince Daniel, mots de miel

Prince Daniel, mots de miel, ou Prince Daniel a dit (en russe : Князь Данила-Говорила) est un conte russe traditionnel, recensé par Alexandre Afanassiev.
La version d'Afanassiev a été recueillie dans le gouvernement de Koursk. On en connaît six versions russes. Le conte présente la particularité de combiner plusieurs sujets distincts, le thème majeur étant celui du tabou de l'inceste entre frère et sœur ; il se rapproche également du conte de Grimm Hänsel et Gretel.

## Résumé

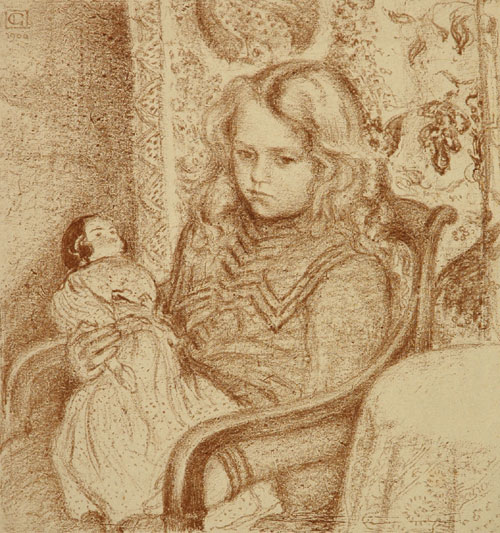
Petite fille à la poupée, par Georges Lemmen

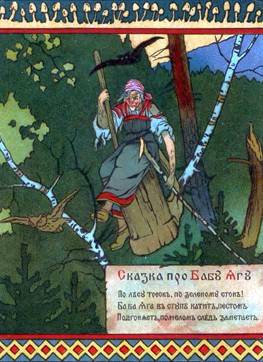
Baba Yaga, vue par Boris Zvorykine

Une princesse âgée a un fils et une fille. Elle est trompée par une sorcière qui lui donne un anneau à mettre au doigt de son fils, en lui recommandant de ne lui faire épouser qu'une jeune femme à qui l'anneau irait. À sa mort, la mère transmet cet ordre à son fils.
Une fois en âge de se marier, le fils se met à la recherche d'une femme qui satisfasse à la condition. En fin de compte, il s'aperçoit que l'anneau ne va qu'au doigt de sa propre sœur, et décide donc de l'épouser, malgré les supplications de celle-ci. De « vieilles passantes » conseillent alors à la sœur de fabriquer quatre poupées qu'elle disposera aux quatre coins de sa chambre, et d'avoir confiance en Dieu. Après la cérémonie religieuse, le frère appelle sa  sœur pour consommer leur union. La  sœur retarde le moment fatidique en prétendant enlever successivement ses boucles d'oreilles, sa ceinture, puis ses souliers.
Cependant les poupées se sont mises à chanter un refrain magique : « Coucou, Prince Daniel ! Coucou, il l'a dit, Coucou, c'est sa  sœur, Coucou, qu'il épouse ! Coucou, terre, ouvre-toi ! Coucou,  sœur, disparais ! ». Peu à peu, la sœur  s'enfonce dans le sol, et au troisième refrain, elle disparaît sous terre : le frère arrive furieux, ne découvre plus que des poupées, les décapite et les jette au feu.
La  sœur se met à cheminer sous terre et parvient à une isba montée sur pattes de poule, et lui demande de pivoter et de se placer « comme autrefois », la porte face à elle. L'isba s'exécute : à l'intérieur se trouve une belle fille occupée à broder, qui reçoit la sœur aimablement, mais l'informe que sa mère est une horrible sorcière. À l'arrivée de celle-ci, elle transforme la  sœur en aiguille qu'elle cache dans le balai. La sorcière flaire une odeur de « carcasse russe », mais sa fille l'assure qu'il ne s'agissait que de vieilles passantes qui se sont arrêtées pour boire un verre d'eau. La sorcière se remet en chasse, les deux filles bavardent, et ainsi de suite.
Au troisième retour de la sorcière, celle-ci tombe nez à nez avec la sœur et décide immédiatement de la faire rôtir dans le four, qu'elle fait allumer par sa fille. Elle ordonne à la sœur de s'asseoir sur la pelle pour l'enfourner, mais celle-ci fait semblant de ne pas savoir comment s'y prendre, pour que la sorcière lui montre comment faire : les deux filles précipitent aussitôt la vieille dans le four et en ferment la porte.
Elles s'enfuient en emportant avec elles une serviette brodée, une brosse et un peigne, mais la sorcière s'est échappée et s'est lancée à leur poursuite. Elles jettent la brosse derrière elles et une forêt de roseaux infranchissable apparaît ; mais la vieille se fraie un passage avec ses ongles, et la poursuite reprend. Elles jettent le peigne, et une sombre chênaie se dresse entre elles et la sorcière : celle-ci ronge les arbres et les abat à coups de dents. Elles jettent alors la serviette brodée d'or et un immense lac de flammes apparaît : cette fois-ci la sorcière y tombe, et périt brûlée vive.
Tandis que les deux jeunes filles errent au hasard, un domestique les rencontre et avertit le barine du lieu – qui se trouve être le frère candidat à l'inceste – que deux belles filles, oiseaux de passage, se sont posées sur ses terres, et que l'une d'elles est sa sœur, mais laquelle ? Le frère ne peut les distinguer l'une de l'autre. Le serviteur lui suggère de tenir sous son aisselle une vessie remplie de sang : il fera semblant de le frapper, le sang coulera, et à cette vue la sœur devra se découvrir. Ainsi est fait, le frère tombe, la sœur se jette sur son frère en pleurant : celui-ci se redresse, embrasse sa sœur et la marie à un honnête homme ; lui-même épouse son amie « à qui l'anneau allait », et tout se termine au mieux.

## Variantes et analogies
Dans une variante collectée par Ivan Khoudiakov dans le gouvernement de Riazan, la jeune fille s'appelle Machka Soplivka ; pour échapper à son frère, elle se réfugie dans la forêt, dans un chêne creux (histoire proche du conte de Grimm Toutes-Fourrures, en allemand : Allerleirauh, KHM 65). Elle est trouvée par les enfants d'un barine (seigneur) qui la conduisent à leur père. La suite du conte se rapproche de l'histoire de Cendrillon, la jeune fille faisant toutefois surgir chevaux et carrosse par elle-même, d'une boîte magique, pour aller au bal. Finalement, elle épouse le barine.
Dans le Pentamerone de l'écrivain napolitain Giambattista Basile (XVIIe siècle), figure le motif de la tentative d'inceste d'un père sur sa fille (II.6, L'Ourse) ; la jeune fille s'y transforme en ourse pour lui échapper.

## Référencement
Le conte porte le numéro 65 dans l'édition de 1873 des Contes populaires russes, 114 dans l'édition de 1958 de Barag et Novikov, et a été classé sous les rubriques 313 E, 313 H et  327 A et (La fuite magique, Hansel et Gretel) dans la classification Aarne-Thompson.

## Analyses et commentaires

### L'interprétation de Max Müller
Selon Max Müller (dont les thèses sont aujourd'hui en général dépassées), les contes de ce type, basées sur le tabou de l'inceste, renvoient à un mythe semblable à celui qui est évoqué dans un passage du Rig-Véda : le dialogue entre Yama et Yami. La Nuit (féminine) implore le Jour (masculin) de la prendre pour épouse, mais il décline l'offre en expliquant que « cela s'appelle un péché, qu'un frère épouse sa sœur ».

### L'analyse de Vladimir Propp
Le folkloriste russe Vladimir Propp fait référence à ce conte dans Les Racines historiques du conte (voir Bibliographie), en s'intéressant notamment au motif des poupées.
Il fait remarquer qu'une poupée intervient également dans le conte intitulé Vassilissa-la-très-belle, donnée à Vassilissa par sa mère mourante, qui lui recommande de toujours la garder avec elle, de ne la montrer à personne, de la nourrir (il insiste sur ce point) et de lui demander conseil en cas de difficultés. Des poupées figurent encore dans d'autres contes traditionnels de la zone slave, mais également dans les croyances d'autres peuples nombreux et variés, qui fabriquaient des pantins de bois utilisés comme réceptacles de l'âme des défunts, et auxquels ils donnaient à manger tout ce qu'ils mangeaient eux-mêmes. Zelenine mentionne ce fait à propos notamment des Goldes, des Ostiaks, des Guiliaks, des Orotches, des Chinois, et en Europe des Maris ou des Tchouvaches. Des coutumes similaires ont aussi été signalées en Afrique et en Nouvelle-Guinée. Propp rappelle aussi que les anciens Égyptiens faisait usage de figurines à des fins magiques. Il conclut que la figurine, ou la poupée, représente l'incarnation d'un défunt, qu'il convient de nourrir, et qui en retour aidera les vivants.